# 段栄
段 栄（だん えい、478年 - 539年）は、北魏末から東魏にかけての官僚・軍人。字は子茂。本貫は武威郡姑臧県。

## 経歴
北魏の安北府司馬の段連の子として生まれた。一族とともに五原郡に住んで成長した。若い頃から暦術を好み、天文を得意とした。北魏の正光初年には天文現象から乱の予兆を見出していたとされる。六鎮の乱が起こると、郷里の人々とともに南の平城におもむき、杜洛周の乱に巻き込まれた。段栄は高歓と謀議して杜洛周を殺害しようとしたが、失敗して爾朱栄のもとに逃れた。
後に段栄は高歓の起兵に賛同して、行台右丞・西北道慰喩大使となって、各地の説得にあたった。高歓が鄴を攻撃すると、段栄は信都の留守をまもって、鎮北将軍・定州刺史に任じられた。鄴に対する攻撃は長期戦となったが、段栄は軍需物資の補給を欠かさなかった。高歓が洛陽に入ると、段栄は功績により姑臧県侯に封ぜられ、邑八百戸を受けた。瀛州刺史に転じた。段栄の妻の婁信相が高歓の妻の婁昭君（武明婁皇后）の姉であったため、段栄は高歓が親族を贔屓しているものとみられるのをおそれ、諸将を推薦して瀛州に赴任しなかった。まもなく行相州事となり、後に済州刺史となった。天平3年（536年）、行泰州事に転じた。段栄は性格が温和で、その統治は寛容であったため、民衆や官吏たちに愛された。高歓が関中を攻撃したとき、段栄は時期尚早として反対した。高歓は渭曲で敗れて、「わたしが段栄の言を用いなかったので、こうなったのだ」と悔しがった。
天平4年（537年）、段栄は山東大行台・大都督に任じられ、すこぶる民心を得た。
元象元年（538年）、儀同三司に任じられた。
元象2年（539年）5月に、62歳で死去した。使持節・定冀滄瀛四州諸軍事・定州刺史・太尉・尚書左僕射の位を追贈され、諡を昭景といった。
皇建2年（562年）、さらに大司馬・尚書令の位を贈られ、武威王に追封された。

## 妻子

### 妻
- 正室：婁信相（486年 - 525年、婁内干の長女）[10]
- 継室：梁令春（494年 - 558年、安定郡君）[11]

### 子
- 嫡長男：段韶（後嗣）
- 次男：段孝言
- 男子：段寧安
- 女子：昭儀段氏（文宣帝の妾妻）[12]

## 伝記資料
- 『北斉書』巻16 列伝第8
- 『北史』巻54 列伝第42
- 斉故大司馬武威昭景王段君墓誌銘（段栄墓誌）
- 斉故大司馬武威昭景王妃婁氏墓誌銘（婁信相墓誌）
- 斉故大司馬武威昭景王郡君梁氏墓誌銘（梁令春墓誌）